# Ramon de Rosselló
Ramon de Rosselló (fl....mitjan s. XIII...) fou un trobador rossellonès. Se'n conserva només una composició.

## Vida
No es tenen notícies d'aquest trobador llevat del fet que seria rossellonès. Una al·lusió a un altre trobador (Montan) que fa en l'única cobla que se'n conserva permet de datar-lo a mitjans del segle xiii (ja que Montan, al seu torn, té una tensó amb Sordel). L'únic text es conserva en els cançoners F i P (en aquest darrer com a anònim). Tal com explica Riquer, aquest trobador ha estat a voltes anomenat Ramon Bistort de Rosselló, però això es deu únicament a un error de còpia del copista del manuscrit (que havia copiat més enrere les poesies de Raimon Bistortz d'Arle), que l'esmenà ratllant-lo ell mateix. Cal no confondre, doncs, Ramon de Rosselló amb Raimon Bistortz d'Arle (PC 416).

## Obra
- (395,1)[2] Non truob qin ren mi reprenda

### Repertoris
- Alfred Pillet / Henry Carstens, Bibliographie der Troubadours von Dr. Alfred Pillet […] ergänzt, weitergeführt und herausgegeben von Dr. Henry Carstens. Halle : Niemeyer, 1933 [Ramon de Rosselló és el número PC 395 (amb el nom Raimon de Rousillon - Raimon Bistortz de Rusillon)]